# Băița, Hunedoara
Băița este satul de reședință al comunei cu același nume din județul Hunedoara, Transilvania, România.

## Așezare
Localitatea Băița este situată în partea de nord a județului Hunedoara, la poalele Munților Metaliferi, la o distanță de 25 km. de municipiul Deva și 24 km. de orașul Brad, pe drumul județean 706A, Crăciunești - Băița - Ormindea.

## Scurt istoric
- Localitatea Băița este amintită intr-un document în anul 1472. Documentul din acest an o menționează sub numele german de Pernseyfen. Încă de la primele sale mențiuni documentare Băița apare ca o localitate privilegiată, datorită bogațiilor subsolului său ceea ce a dus la o dezvoltare accelerată a sa.
- Săpaturile arheologice făcute  de-a lungul timpului aici, aduc dovezi materiale de locuire încă din cele mai vechi timpuri, astfel, în hotarul satului s-au descoperit un vârf de lance din bronz și fragmente de ceramică din epoca bronzului timpuriu aparținând grupului cultural Șoimuș. În epoca romană, în această așezare a existat un important centru minier de extracție și administrativ. Descoperirile cele mai importante s-au făcut în zona dintre dealurile "Măgura" și "Cornet", aici au fost găsite urmele a 20 de construcții cu ziduri de piatră și cărămidă, țiglă, cărămizi pavimentare, fragmente de tencuială și urme de pictură murală, conducte de apă, diverse unelte de minerit, un opaiț cu ștampila Murri, două tezaure monetare și ceramică. Tot aici se mai menționează și urmele unor amenajări constând din canale și un bazin de colectare a apei de ploaie, ce serveau la spălarea minereurilor neferoase. Mina de aur de la Băița a fost exploatată în epoca romană.

## Economie
Economia acestei localități este susținută de activități industriale (de exploatare și prelucrare primară a lemnului, de prelucrare a pielăriei) și de agricultură prin cultivarea  terenurilor arabile cu porumb și cartof, exploatarea fănețelor și pășunilor ca sursă de furaje în scopul creșterii și îngrășării animalelor și de pomicultură.

## Atracții turistice
- Biserica ortodoxă Buna Vestire, construită în anul 1727, cu pictură din anul 1797, datată printr-o inscripție aflată sub crucea cu molenii.
- Biserica Romano-Catolică, construită în anul 1780 și sfințită în anul 1798, conform înscrisului de pe catapeteasma bisericii.
- Monumentul Eroilor

## Personalități locale
- Mircea Sântimbreanu - scriitor - (1926-1999)

## Imagini

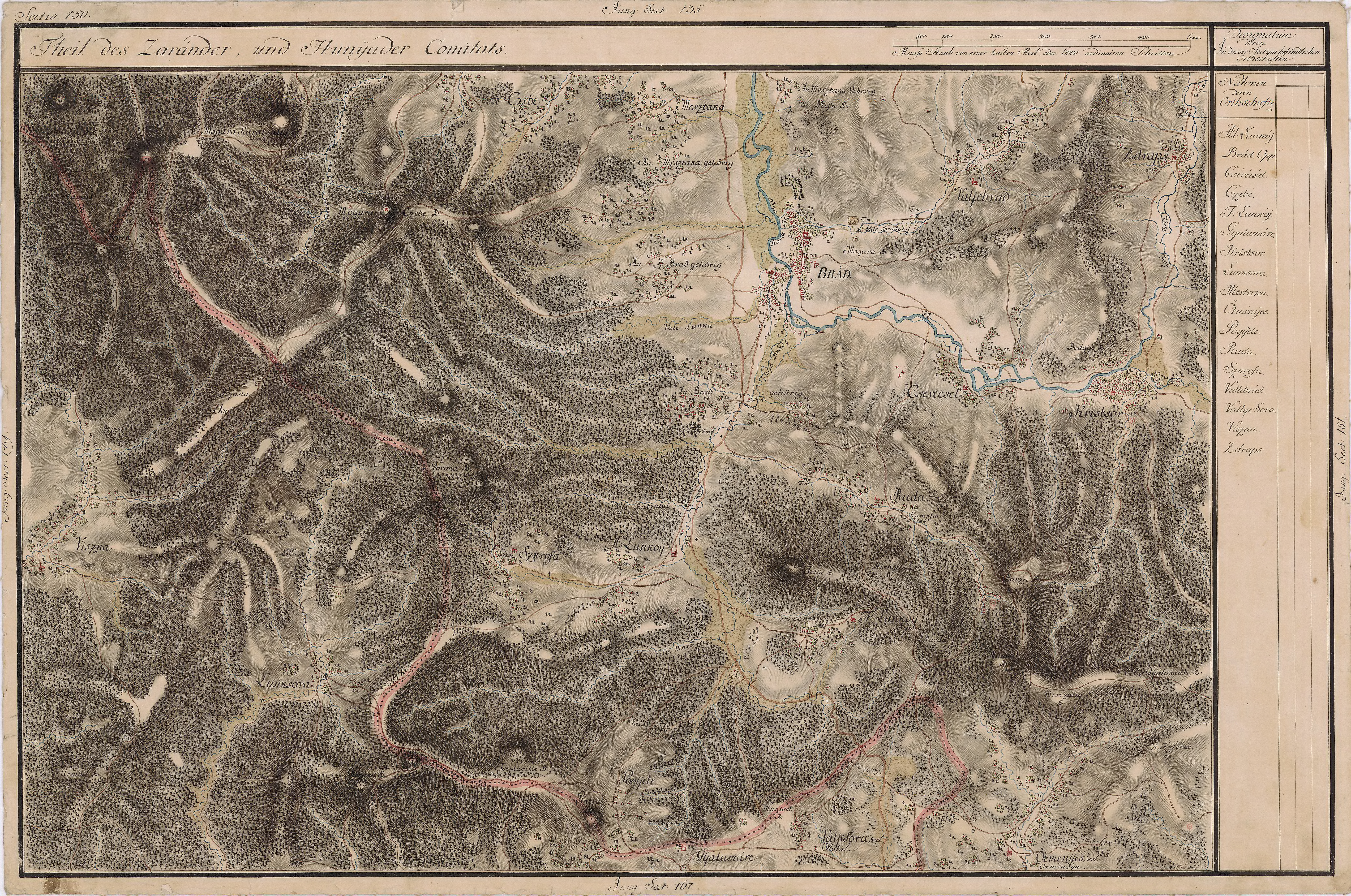
Băița în Harta Iosefină a Transilvaniei, 1769-1773
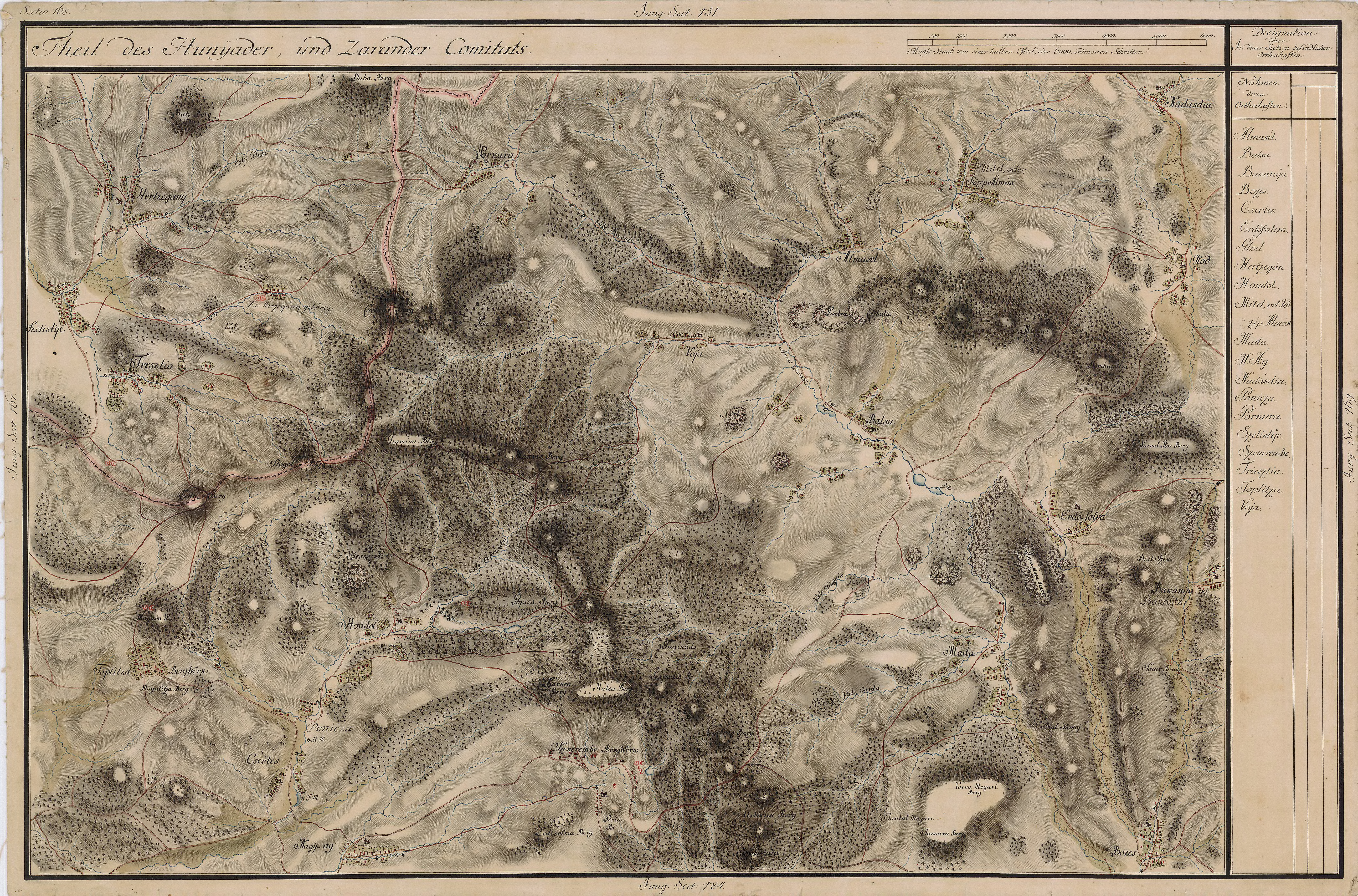
Băița în Harta Iosefină a Transilvaniei, 1769-1773
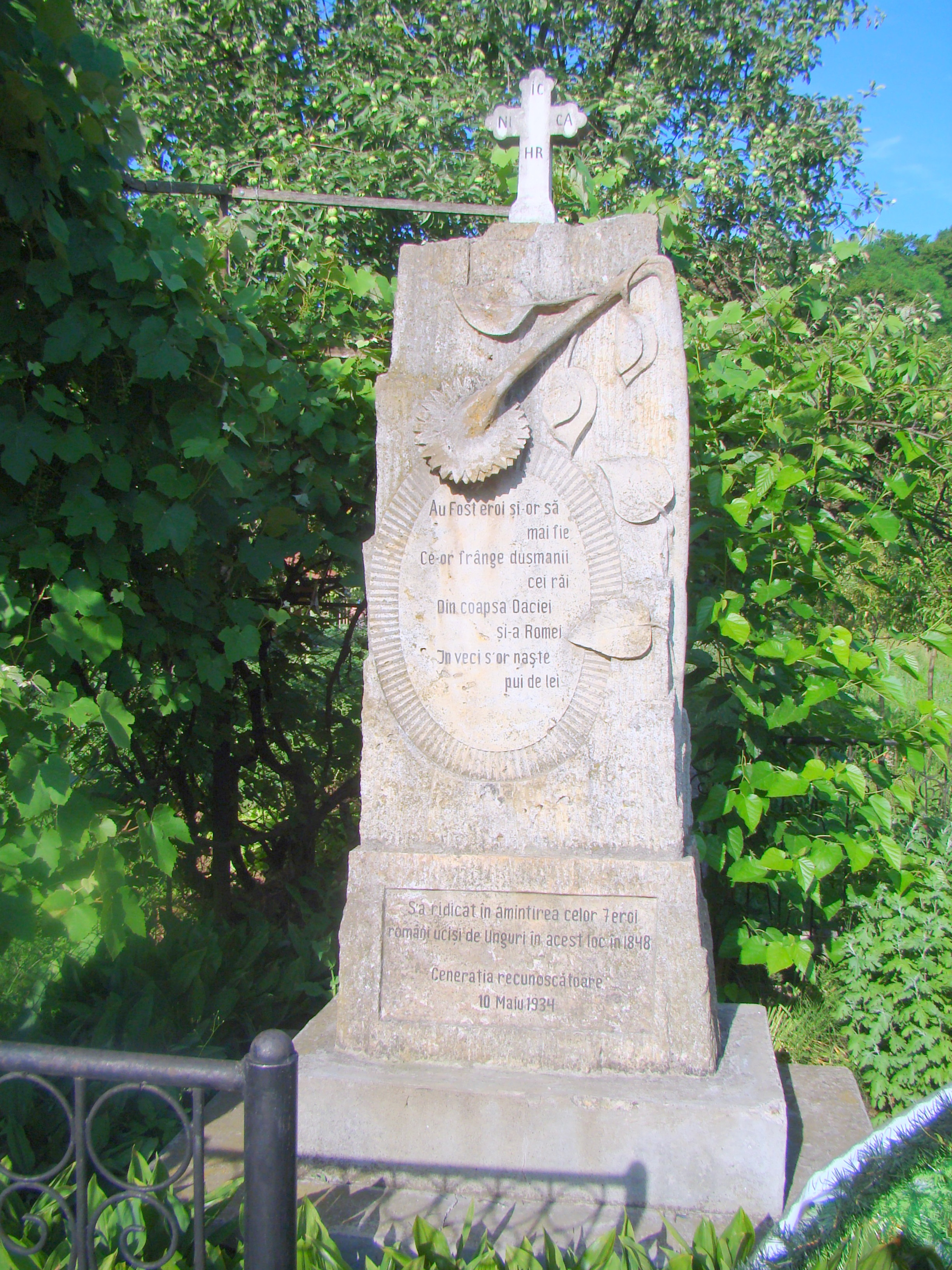
Monumentul ridicat în   Băița de Jos, în anul 1934, în memoria celor 7 români ucişi de unguri în anul 1848
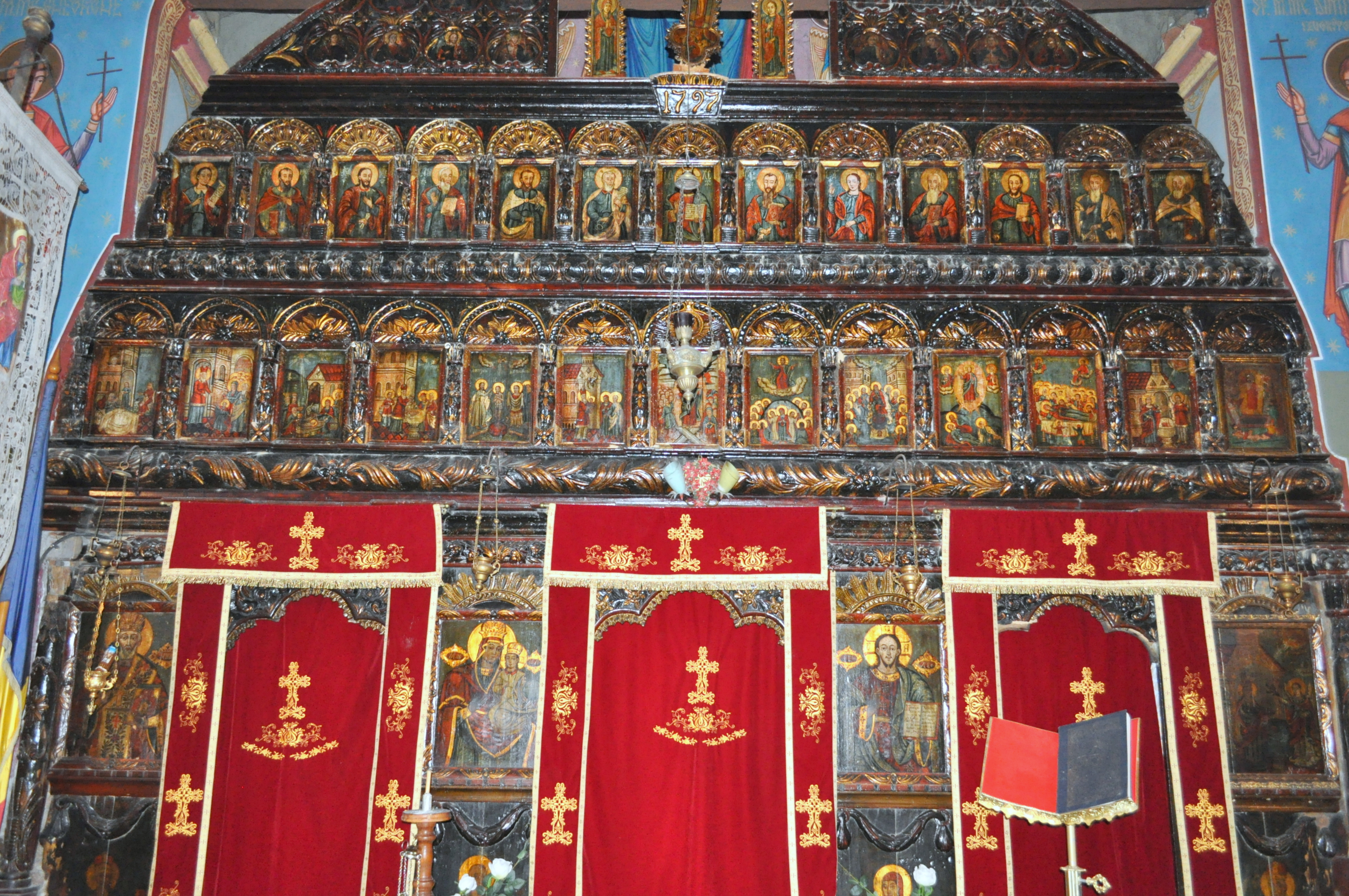
Biserica „Buna Vestire” (iconostasul)